# Åsta Holth
Åsta Holth Vestlien född på Svullrya i Grue i Solør 13 februari 1904, död 16 mars 1999, var en norsk författare, känd för flera romaner om skogsfinnarna, som invandrade till norska delen av Finnskogen.
Holth växte upp på finntorpet Sør-Revholt (därav efternamnet), och gifte sig med Per Vestlien, bror till författaren Martin Vestlien.  Hon hade utbildning från trädgårdsskola och konst- och hantverk.  Hon var tidigt en aktiv skribent för teater med I Luråsen (Noregs Ungdomslag, 1929), Gurigjenta (1931), Byjåla (Noregs Boklag, 1934) och Vegen fram (Arbeiderteatret, 1935).
Hennes debut var berättelser från hembygden, Gamle bygdevegen: Finnskogfortellinger (novellsamling, Rosén forlag, 1944), uppföljd av diktsamlingen Porkkala-fela (Aschehoug, 1946). Därefter utkom trilogin om hennes fars släkt (Gyldendal), Paal Hendrikson Tyyskiäinen och hans fru Kerttei; Kornet og freden (1953), Steinen blømer (1963) och Kapellet (1967), även återutgiven som Finnskogtrilogien (2002). Hennes mors släkt (Plate) är beskriven i en trilogi (Gyldendal): Guldsmeden (1958), om Berendt Plate, 
Presten (1971) om sockenprästen Johan Plate i Enebakk och Johannes (1975) om Johannes Gjedtjernet.  Under senare år utgav hon novellsamlingen Nådens år (1982), Fattigmanns kokebok (1985) och civilisationskritiska Volva (1987). Hennes sista verk var Den blå hesten (Solør-forlaget, 2000) om kvinnofrigörelse. Flera av hennes böcker är översatta, bland annat till ryska.
Hon skrev sina böcker på en säregen blandning av nynorska och bokmål. 
Hon var medlem i Norges Kommunistiske Parti och motståndare till NATO och EG/EU. Hon var en tid president i Republikken Finnskogen.  Hennes liv är beskrivet i  Sven R. Gjems, Åsta i våre hjerter (Finnetunet museum/Norsk Skogfinsk museum, 2003). Randi Brenden har skrivit en artikel i Norsk Biografisk Leksikon, baserat på hennes egen doktorsavhandling (2004). 1995 blev hon hedrad med en byst av konstnären Skule Vaksvik.